# Боботів-Кук
Боботів-Кук (чорн. Боботов Кук) — вершина гірського масива Дурмітор у Динарському нагір'ї, Чорногорія.
Висота над рівнем моря — 2523 метри (2521 м). У ясну погоду з вершини можна побачити гору Ловчен, розташовану практично на іншому кінці країни на Адріатичному узбережжі, а також гори Копаонік і Тара в Сербії. Раніше Боботів-Кук вважався найвищою точкою Чорногорії.
Перше зареєстроване сходження здійснив у 1883 році Оскар Бауманн.

## Фізико-географічна характеристика
Західна стіна вершини Боботів-Кук утворює природний амфітеатр разом з сусідніми вершинами. на захід від стіни лежить долина Шкрка і озера Веліко-Шкршко і Мало-Шкршко. Західна стіна найкрутіша. Південна і східна стіни тягнуться у кам'янисті долини Динарського нагір'я. Східна і північна стіна утворюють разом вершину компактної піраміди, яка частково покрита снігом увесь рік.

## Історія сходжень
Перше сходження на вершину здійснив в 1883 році Оскар Бауманн. У 1933 році група словенських альпіністів вчинила сходження по південній стіні. У 1940 р. ще одна група словенських альпіністів здійснила перше зимове сходження на Боботів-Кук.
Сходження на Боботів-Кук для професійних альпіністів складності не представляє. У літній час популярно серед туристів, і займає від трьох до семи годин, залежно від вибраного маршруту і швидкості проходження.

## Ресурси Інтернету
- Bobotov Kuk — 360° panorama from the summit
- Bobotov kuk (англ.). peakware.com. Архів оригіналу за 12 квітня 2015. Процитовано 12 квітня 2015.
- Bobotov Kuk (англ.). summitpost.org. Архів оригіналу за 19 липня 2017. Процитовано 12 квітня 2015.